# Famille Bottu
Pour les articles homonymes, voir Bottu.
La famille Bottu est une grande famille lyonnaise du Moyen Âge.

## Histoire
Issu d'une famille d'albergiers (plantations d'arbres fruitiers) ou de taverniers, le premier Bottu qui se fait connaître est Jaquemet Bottu, maître des métiers pour les aubergistes à Lyon en 1384. Il a fait fortune et possédait en 1388 l'hôtel du Chapeau-Rouge et ses appartenances dans la rue Novial (Vieux Lyon), ainsi que des maisons à Vaise, rue Mercière, à Saint-Cyr et Limonest. Il est inhumé au cloître Saint-Paul dans la chapelle de Pompierre et dans une tombe à son nom, avec sa femme Etiennette. Mathieu Bottu, fils de Jaquemet et Etiennette devient propriétaire de l'auberge et a été conseiller de ville en 1401, 1412 et 1426.
Pierre Bottu, hôtelier, est conseiller de ville en 1395 et en 1399. Mathieux Bottu (deuxième du nom) est six fois maître des métiers, entre 1398 et 1420. Son fils, Jean Bottu est notaire puis secrétaire delphinal, familier du Dauphin, futur Louis XI.
À la mort de Louis XI en 1483, la famille est exilée en Belgique.
L'héritier de la famille Bottu deviendra l'un des premiers professeur de médecine de l'université de Bruges.